# مخطوطة سيرافيني
مخطوطة سيرافيني أو كودكس سرافينيوس (بالإنجليزية: Codex Seraphinianus)‏ وهو كتاب مصور مكتوب بلغة مجهولة قد اخترعها لويجي سيرافيني، مع رسوم توضيحية غريبة لا واقعية عن ما يشبه اختراعات وأشكال نباتية وهندسية وحيوانية وإنسانية بطريقة مبتدعة. وقد اشتهر الكتاب بسبب عدم قدرة أي شخص على فك شيفرة أو معاني الكلمات الموجودة فيه. نُشر في الأصل في إيطاليا ، وتم إصداره في عدة بلدان.

## الوصف
المخطوطة عبارة عن موسوعة مخطوطة تحتوي على رسوم توضيحية كثيرة مرسومة باليد وملونة بالقلم الرصاص للنباتات والحيوانات والتشريح والأزياء والأطعمة الغريبة والخيالية. تمت مقارنتها بمخطوطة فوينيتش التي لم يتم فك شفرتها بعد ، قصة "Tlön ، Uqbar ، Orbis Tertius" بواسطة خورخي لويس بورخيس ، [6] والعمل الفني لـ أم سي اسكير and هيرونيموس بوس.
غالبًا ما تكون الرسوم التوضيحية سريالية  محاكاة ساخرة لأشياء في العالم الواقعي، مثل الفاكهة النازفة، والنبات الذي ينمو إلى شكل كرسي تقريبًا ويتحول لاحقًا إلى واحد، وزوجين يتزاوجان الذي تحول إلى تمساح. يصور البعض الآخر آلات غريبة لا معنى لها على ما يبدو، غالبًا بمظاهر دقيقة ومربوطة بشعيرات دقيقة. يمكن التعرف على بعض الرسوم التوضيحية كخرائط أو وجوه بشرية؛ بينما البعض الآخر (خاصة في فصل «الفيزياء») هم في الغالب أو مجردة تمامًا. جميع الرسوم التوضيحية تقريبًا ملونة بألوان زاهية ومفصلة للغاية.